# André Kuper

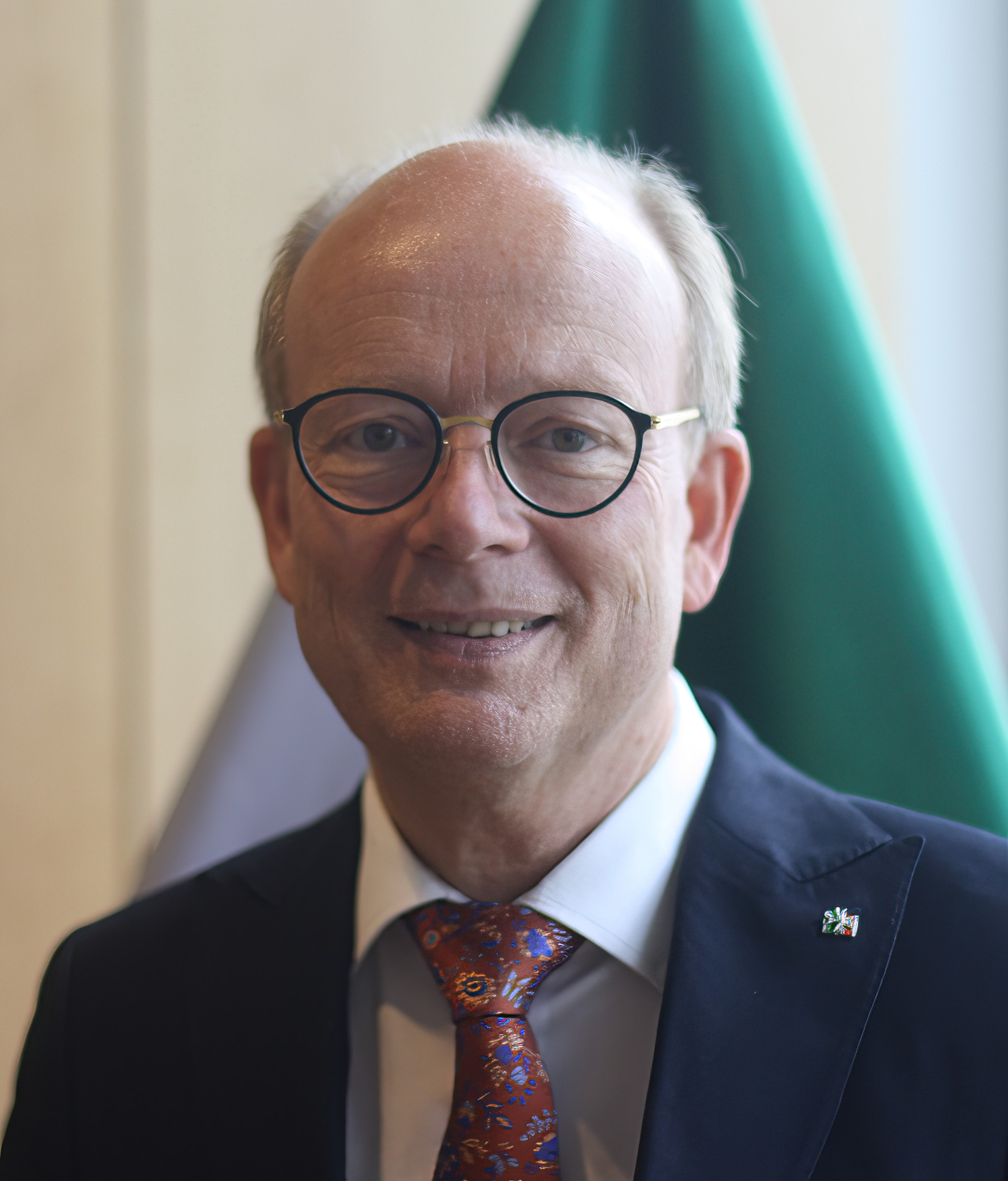
André Kuper (2024)

André Kuper (* 14. Dezember 1960 in Wiedenbrück) ist ein deutscher Politiker (CDU). Zwischen 1997 und 2012 war er Bürgermeister der Stadt Rietberg. Seitdem ist er Mitglied des Landtags von Nordrhein-Westfalen. Kuper wurde am 1. Juni 2017 zum Präsidenten des Landtages gewählt und am 1. Juni 2022 für die 18. Wahlperiode wiedergewählt.

## Leben
Geboren in Wiedenbrück, wuchs André Kuper in Rietberg auf. Dort besuchte er die Gemeinschaftsgrundschule und die Städtische Realschule. 1978 begann er seine Ausbildung bei der Stadt Rietberg, die er 1980 mit erfolgreicher Prüfung abschloss. Nachdem er 1983 am Abendgymnasium Lippstadt das Abitur ablegte, trat er seinen Wehrdienst bei der Marine an. Von 1984 bis 1987 besuchte er, neben seiner Tätigkeit bei der Stadtverwaltung Rietberg, die Fachhochschule für öffentliche Verwaltung Bielefeld. Den Studiengang Verwaltungswissenschaften schloss er als Diplom-Verwaltungswirt (FH) ab. 1993 wechselte Kuper zum Studieninstitut für kommunale Verwaltung in Bielefeld und war dort als Hauptamtlicher Dozent im Fachbereich Betriebswirtschaft tätig. Zusätzlich erwarb er von 1993 bis 1995 an der Fachhochschule für öffentliche Verwaltung des Niedersächsischen Studieninstitutes das Fachlehrerdiplom Pädagogik. 1998 beendete er ein Studium der Wirtschaftswissenschaften als Diplom-Betriebswirt (VWA).
André Kuper gehört der römisch-katholischen Konfession an und ist seit 1983 mit seiner Frau Monika verheiratet und Vater von zwei Söhnen.

## Politik
Seine politische Laufbahn begann 1979 mit seinem Eintritt in Junge Union und 1983 in die CDU. Am 1. August 1997 wählte ihn der Rat der Stadt Rietberg zum 1. hauptamtlichen Bürgermeister der Stadt Rietberg. Die erste Direktwahl zum Bürgermeister gewann er am 12. September 1999 mit 82,9 Prozent der Stimmen. Auch 2004 (mit 77,1 Prozent) und 2009 (mit 73,39 Prozent) konnte er die Wahl jeweils im ersten Wahlgang für sich entscheiden.
Unter seiner Leitung gewann Rietberg 2006 die Goldmedaille im Wettbewerb Unsere Stadt blüht auf und erhielt den Zuschlag für die Landesgartenschau 2008.
Nachdem der bisherige Abgeordnete Michael Brinkmeier im Frühjahr 2012 bekannt gab, dass er zur Landtagswahl 2012 nicht erneut kandidieren werde, wurde Kuper zum neuen Direktkandidaten bestimmt. Er gewann seinen Landtagswahlkreis Gütersloh III mit 49,57 Prozent und zog damit als direkt gewählter Abgeordneter in den Landtag ein. Bei der Landtagswahl 2017 wurde er mit 55,32 Prozent der Stimmen wiedergewählt. Am 1. Juni 2017 wurde Kuper in der konstituierenden Sitzung zum Landtagspräsidenten gewählt. Bei der Landtagswahl 2022 wurde Kuper mit 53,3 Prozent in seinem Landtagswahlkreis wiedergewählt.
Kuper ist seit 2018 Vorsitzender des Kuratoriums für das Haus der Geschichte Nordrhein-Westfalen.
Im Zusammenhang mit der Umgestaltung der Gedenkstätte Stalag 326 setzt sich Kuper für einen Verweis auf die „Opfer der SED-Diktatur“ ein, obwohl derartige Bezugnahmen in der Vergangenheit bereits durch Klaus-Dietmar Henke, den ehemaligen Leiter des Hannah-Arendt-Instituts für Totalitarismusforschung, abgelehnt wurden.
Bei der konstituierenden Sitzung des 18. nordrhein-westfälischen Landtags am 1. Juni 2022 wurde er erneut zum Landtagspräsidenten gewählt.

## Auszeichnungen
- 2012: Ernennung zum Ehren-Stadtbrandmeister der Stadt Rietberg
- 2013: Große Westfälisch-Lippische Sparkassenmedaille
- 2017: Verdienstorden des Landes Nordrhein-Westfalen
- 2023: Ernst-Schröder-Medaille
- 2023: Kommandeurkreuz „pro merito melitensi“ des Souveränen Malteserritterordens
- 2023: Ernennung zum SENATOR des Bundes Westfälischer Karneval (BWK)
- 2023: Ernennung zum EHRENSENATOR der Ehrengarde der Stadt Düsseldorf
- 2024: Goldenes Verdienstkreuz der Europäischen Gemeinschaft Historischer Schützen (EGS)[6]
- 2025: Aufnahme als Offizier in die Ritterschaft vom heiligen Sebastian von Europa in Rom[7]
- 2025: Ernennung zum Ehrenbürger der polnischen (oberschlesischen) Stadt Glogowek (Oberglogau)[8]